# Valda
Valda là một đô thị ở tỉnh Trento ở vùng Trentino-Alto Adige/Südtirol của Ý, tọa lạc cách 20 km về phía đông bắc của Trento. Tại thời điểm ngày 31 tháng 12 năm 2004, đô thị này có dân số 230 người và diện tích là 6,1 km².
Valda giáp các đô thị: Salorno, Grumes, Faver và Segonzano.